# 班鹏志
班鹏志（1900年—1985年）是青岛最早的摄影师之一，莱州府掖县人（今山东省莱州市），出版有《接收青岛纪念写真》。

## 经历

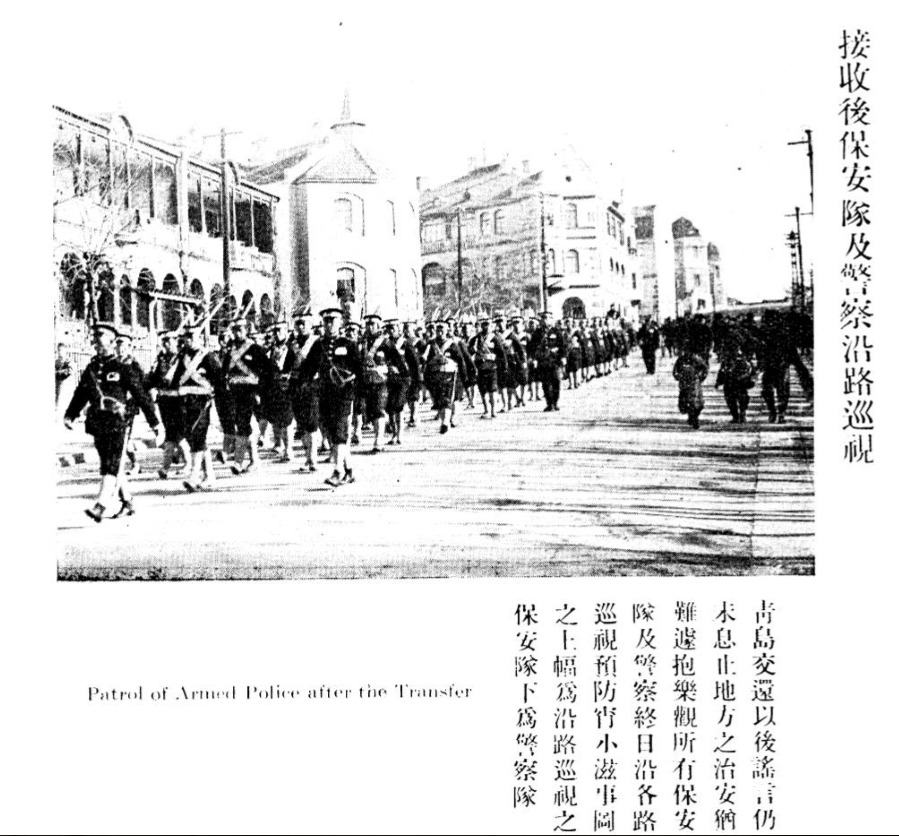
《接收青岛纪念写真》中记录的接收青岛后保安队及警察沿路巡视场面

班鹏志于1913年来到青岛，由于喜爱摄影，进入日本人小谷节夫创办的《大青岛报》作学徒学习摄影和制版。1922年，北洋政府正式收回青岛，时任胶澳中国青年会美术干事的班鹏志拍摄了当时大量的纪实照片，并与1924年4月交由商务印书馆出版青岛市首个摄影图片集《接收青岛纪念写真》，创造了以照片形式写志书的先例，也是中国最早的纪实摄影集。
《接收青岛纪念写真》前言中有黎元洪、黄炎培、吴佩孚等人题序，亦有参与收回者顾维钧、王正廷的留言。内收录照片共279副，共分为三编：第一编有31幅照片，除了巴黎和会和华盛顿会议的记录，还有学生反日演讲和反应北京五四运动的照片；第二编有154幅照片，包括青岛的全貌和市街图，各位专员的肖像，以及接收青岛当日警察、海军、陆军抵达青岛的场面，日军撤退等照片；第三编94幅照片，展示了清朝末年起青岛的革沿，以及一些民俗记录。其中还包括青岛的第一张彩色照片，是班鹏志于1924年春拍摄的栈桥，在上海制版，印刷时用颜色描绘而成。
后从事摄影制版工作，并在1927年于大鲍岛的李村路成立光华摄影制版社，为青岛首家国人开办的专业制版厂，同时也是当时唯一一家凸版制版厂，国内亦罕见。后于1938年承制了第一版北海银行券的四套铜版。亦有说法为出版《接收青岛纪念写真》前便创办，并自行印刷。光华制版社一直经营到1959年。

## 外部鏈接
- 维基共享资源上的相關多媒體資源：接收青島紀念寫真